# 게더링 오브 네이션스
게더링 오브 네이션스(Gathering of Nations)는 미국과 북아메리카에서 가장 큰 파우와우이다. 매년 4월 넷째 주말에 뉴멕시코주 앨버커키의 엑스포 NM 내 파우와우 부지에서 열린다. 미국 전역의 565개 이상의 부족과 캐나다의 220개 부족이 참가하기 위해 앨버커키로 온다. 매년 수만 명의 관객이 참석한다. 이 행사는 2019년에 앨버커키에 약 2,400만 달러의 경제적 파급 효과를 창출할 정도로 상당한 경제적 영향을 미친다. 게더링 오브 네이션스는 행사 기간 동안 거의 300명을 고용한다. 모회사인 Gathering of Nations, Ltd.는 매년 파우와우를 주최한다. Gathering of Nations Ltd.에 따르면 2026년 파우와우가 이 행사의 마지막 해가 될 것이다.

## 파우와우 내 대회

### 춤
춤 경연 대회는 장로(70세 이상), 황금기(55세 이상), 성인(19세 이상), 십대, 유아와 같은 다양한 연령대 범주를 포함하여 36개 부문에서 개최된다. 게더링 오브 네이션스 설립자 데릭 매튜스는 매년 수천 명의 댄서가 경쟁한다고 말한다. 그랜드 엔트리는 수천 명의 댄서들이 완전한 예복을 갖추고 동시에 파우와우 경기장으로 입장하는 파우와우의 한 부분이다.

### 드럼 그룹 및 드러머
드럼 그룹과 개별 드러머도 경쟁한다. 드럼 경연 대회에는 북부 드럼과 남부 드럼의 두 가지 범주가 있으며, 이는 박자에서 차이가 있다.

### 말 & 기수 예복 퍼레이드 및 대회
2018년에 시작된 말 & 기수 예복 퍼레이드는 전통 의상을 선보이며 부족 간의 말 문화를 기린다. 기수들은 또한 말 조련 기술을 선보인다. 경쟁 부문에는 여성, 남성, 베스트 인 쇼가 있으며, 상금으로는 현금과 자수가 놓인 말 담요가 포함된다. 자매 더스티나와 릴라 아브라함슨은 파우와우 기간 동안 금요일과 토요일에 열리는 퍼레이드의 공동 코디네이터이다.

### 미스 인디언 월드
매년 미스 인디언 월드 선발 대회가 열린다. 우승자는 성격, 부족 전통에 대한 지식, 춤 실력을 바탕으로 선정된다. 2024년에는 나바호족의 캐시 존이 미스 인디언 월드로 선정되었다.

### 노래
노던 싱어즈, 서던 싱어즈, 여성 백업 싱잉을 포함한 여러 가수 경연 대회가 있다.

## 인디언 상인 시장
인디언 상인 시장에는 아메리카 원주민 및 토착 예술품과 공예품을 판매하는 예술가, 공예가, 상인들이 참여한다. 보석상으로는 은세공인과 구슬 세공인이 있다. 2010년에는 인디언 상인 시장에 약 800명의 예술가, 공예가, 판매상이 있었다.

## 역사
게더링 오브 네이션스는 데릭 매튜스가 설립했다.
게더링 오브 네이션스는 뉴멕시코주 앨버커키의 여러 행사장에서 개최되었다. 적어도 1990년부터 2016년까지 뉴멕시코 대학교에서 개최되었으며, 대부분 UNM 아레나(더 피트)에서, 2010년에는 풋볼 경기장에서 열렸다. 2017년 5월, Gathering of Nations, Limited는 뉴멕시코 대학교와 결별했으며, 이는 미래 파우와우의 개최 장소뿐만 아니라 게더링 오브 네이션스 장학금 기금의 중단에도 영향을 미쳤다. 파우와우에서 얻은 수익금의 일부는 학생들이 대학에 다닐 수 있도록 돕는 기금으로 사용되었다. 이 장학금은 27년 동안 100명 이상의 학생을 지원했다. 파우와우는 2017년 게더링 오브 네이션스 이후로 이전에 뉴멕시코 주립 박람회로 알려졌던 EXPO 뉴멕시코 부지의 팅글리 콜리시엄에서 개최되었다. 2020년 행사 주최측은 COVID-19 봉쇄 명령을 준수하기 위해 대면 모임에서 비디오 스트리밍으로 전환했다. 2021년에도 파우와우는 완전히 가상으로 스트리밍되었지만, 2022년에는 행사가 다시 대면으로 개최되었다.

## 대중 운동 및 사회 운동
게더링 오브 네이션스는 대중 운동과 사회 운동을 발전시키는 허브였다. 1991년 게더링 오브 네이션스에서 올림픽 금메달리스트 빌리 밀스와 1992년 올림픽 선발전에 합격한 도니 벨쿠르가 별도의 아메리카 인디언 올림픽 팀 결성에 대해 연설했다. 유나이트 나우 인디언 올림픽 네이션(Unite Now Indian Olympic Nation, UNION)은 이 팀을 추진하는 조직이다. 1992년 게더링 오브 네이션스에서 열린 아메리카 원주민 올림픽 선수 경례 행사에서는 앤드류 소카렉시스, 벤 나이트호스 캠벨, 윌리엄 머빈 "빌리" 밀스, 도니 벨쿠르, 짐 소프, 헨리 부샤, 윌슨 "버스터" 찰스, 제시 레닉, 프랭크 Mt. 플레전트, 엘리슨 브라운, 클레런스 "태피" 아벨, 프랭크 피어스, 루이스 테와니마를 포함한 10명의 원주민 선수들이 기려졌다.
2000년 파우와우에서 배우이자 스턴트 대역인 러닝 디어에게 팜 스프링스 명예의 거리에 별을 수여하기 위한 기금이 모금되었다.
음악가 라이트풋은 아웃캐스트가 2004년 그래미상 시상식에서 Hey, Ya를 공연하며 아메리카 원주민에 대한 비하적인 이미지를 사용한 후 안드레 3000을 게더링 오브 네이션스에 초대했다.
2019년 파우와우에서 게더링 오브 네이션스는 미스 인디언 월드와 데브 할런드 하원의원과 협력하여 실종 및 살해된 원주민 여성 위기 문제에 대한 공동의 초점을 발표하여 이 문제에 대한 관심을 높였다.

## 음악 공연 (비경쟁)

### 스테이지 49
2008년 게더링 오브 네이션스의 현대 음악 공연장인 스테이지 49는 원주민 음악가들을 위한 공연 공간으로 명명되었다. 스테이지 49는 원주민 전통 및 현대 예술가들을 초청하여 록, 블루스, 레게, 힙합 등 다양한 장르의 공연을 제공한다. 케벤스는 스테이지 49에서 공연한 예술가 중 한 명이다. 여기에 공연하는 추가 예술가로는 리바이 플라테로 밴드, 원 웨이 스카이, 워패스, 닥 네이티브, 그리고 퀘세 IMC와 컬처 쇼크 캠프, 가브리엘 아얄라, 리앤 구스, 미라클 돌스, 캐스퍼, 디깅 루츠, 블루스 네이션, 아리곤 스타, 게리 파머와 트러블메이커스, 키스 세콜라, 데릭 밀러, 엘리 세코디, 파뮤야, 트레이시 본과 J.C. 캠벨, 조지 리치, 레드 어스가 있다.

### 일렉트릭 49
일렉트릭 49는 파우와우에서 열리는 연례 아메리카 원주민 음악 콘서트였다.
이 콘서트는 1998년에 레드 어스 그룹에 의해 시작/창조되었으며, 그 해부터 8번의 연례 에디션이 열렸다. 하지만 2006년 이후로는 레드 어스가 활동 중단 상태이므로 다른 축제는 없었다. 일렉트릭 49는 아메리카 대륙 전역의 예술적으로 도전적인 아메리카 원주민 음악가들을 조명하는 데 중점을 두었으며, 그 목표는 현대 원주민 음악을 강조하는 것이었다.
수년 동안 일렉트릭 49는 릴 드레, 레드 어스, 더 크레메인스, 로버트 미라발, 에스닉 디제너레이션, 스타 나야, 네이티브 루츠, 캐스퍼, 케로젠 자카레 (잭) (브라질 출신), 시스코, 데릭 밀러, 스토익 프레임, DJ 아벨, 퀘세 IMC를 포함했다. 현대 원주민 음악의 다양성을 충실히 반영하여 축제 공연자들은 헤비 메탈, 레게, 블루스, 힙합, 뉴멕시코 음악, 와일라 (치킨 스크래치) 등 수많은 장르 출신이었다.

## 음악 앨범
SOAR 레코드 소유주 톰 비가 제작한 2010년 게더링 오브 네이션스 파우와우 앨범인 '어 스피릿츠 댄스'는 제53회 그래미 어워드에서 최우수 아메리카 원주민 음악 앨범 부문 그래미상을 수상했다.

## 같이 보기
- 미국 원주민
- 퍼스트 네이션